# Tornada
En el camp musical, la tornada és una frase o secció de la melodia que reapareix diverses vegades en el decurs d'una composició. A la tornada d'una cançó popular també se l'anomena recoble. La tornada apareix també en els poemes populars o narratius, en record del seu origen musicat.
La tornada és el fragment que acostuma a ser més recognoscible, juntament amb l'inici, i és el que sovint es taral·leja quan una persona es refereix a la cançó o peça. Pot tenir un ritme diferent de la resta per marcar el contrast. En música rock i els seus derivats fins i tot hi ha dues tornades, la principal –ràpida– i cap al final una d'igual però més lenta abans del clímax, que representa la repetició de la tornada.